# Павлов, Анатолий Андреевич
Анатолий Андреевич Павлов (10 сентября 1952) — советский футболист, защитник.
В первенстве СССР выступал за команды «Заря» Ворошиловград (1973—1974, 1977, 1980—1982), СКА Киев (1975—1976), «Судостроитель» Николаев (1977), «Газовик» Оренбург (1978—1979), «Десна» Чернигов (1980). В высшей лиге в составе «Зари» в 1973—1974, 1977 годах сыграл 11 матчей. В 1983 году играл за «Сокол» Ровеньки в чемпионате УССР.
Финалист Кубка СССР 1974.